# Grand Prix moto d'Espagne 1997
Le  Grand Prix moto d'Espagne 1997 est la troisième manche du championnat du monde de vitesse moto 1997. La compétition s'est déroulée entre le 2 au 4 mai 1997 sur le circuit permanent de Jerez.
C'est la 43e édition du Grand Prix moto d'Espagne.

## Classement final 500 cm3
| Pos  | Pilote                   | Constructeur | Temps/Écart     | Points |
| ---- | ------------------------ | ------------ | --------------- | ------ |
| 1    | Alex Criville            | Honda        | 47 min 30 s 624 | 25     |
| 2    | Mickael Doohan           | Honda        | +5 s 636        | 20     |
| 3    | Tadayuki Okada           | Honda        | +5 s 670        | 16     |
| 4    | Takuma Aoki              | Honda        | +22 s 703       | 13     |
| 5    | Nobuatsu Aoki            | Honda        | +28 s 414       | 11     |
| 6    | Doriano Romboni          | Aprilia      | +31 s 762       | 10     |
| 7    | Norifumi Abe             | Yamaha       | +32 s 488       | 9      |
| 8    | Alex Barros              | Honda        | +33 s 306       | 8      |
| 9    | Sete Gibernau            | Yamaha       | +33 s 557       | 7      |
| 10   | Régis Laconi             | Honda        | +41 s 982       | 6      |
| 11   | Luca Cadalora            | Yamaha       | +45 s 002       | 5      |
| 12   | Daryl Beattie            | Suzuki       | +49 s 769       | 4      |
| 13   | Jean-Michel Bayle        | Modenas      | +52 s 457       | 3      |
| 14   | Jurgen van den Goorbergh | Honda        | +53 s 460       | 2      |
| 15   | Kirk McCarthy            | ROC Yamaha   | +1 min 36 s 468 | 1      |
| 16   | Jurgen Fuchs             | Elf 500      | +1 min 31 s 257 |        |
| 17   | Lucio Pedercini          | ROC Yamaha   | +1 min 38 s 996 |        |
| 18   | Kenny Roberts Jr         | Modenas      | +1 min 41 s 246 |        |
| 19   | Laurent Naveau           | ROC Yamaha   | +1 tour         |        |
| Abd. | Carlos Checa             | Honda        | Abandon         |        |
| Abd. | Peter Goddard            | Suzuki       | Abandon         |        |
| Abd. | Troy Corser              | Yamaha       | Abandon         |        |
| Abd. | Frédéric Protat          | ROC Yamaha   | Abandon         |        |
| Abd. | Alberto Puig             | Honda        | Abandon         |        |

## Classement final 250 cm3
| Pos  | Pilote               | Constructeur | Temps/Écart     | Points |
| ---- | -------------------- | ------------ | --------------- | ------ |
| 1    | Ralf Waldmann        | Honda        | 46 min 03 s 640 | 25     |
| 2    | Tetsuya Harada       | Aprilia      | +12 s 724       | 20     |
| 3    | Max Biaggi           | Honda        | +19 s 428       | 16     |
| 4    | Takeshi Tsujimura    | TSR-Honda    | +30 s 257       | 13     |
| 5    | Haruchika Aoki       | Honda        | +30 s 744       | 11     |
| 6    | Stefano Perugini     | Aprilia      | +36 s 480       | 10     |
| 7    | Olivier Jacque       | Honda        | +41 s 960       | 9      |
| 8    | Noriyasu Numata      | Suzuki       | +47 s 000       | 8      |
| 9    | Jeremy McWilliams    | Honda        | +58 s 000       | 7      |
| 10   | José Luis Cardoso    | Yamaha       | +58 s 000       | 6      |
| 11   | Luis d'Antin         | Yamaha       | +59 s 288       | 5      |
| 12   | Osamu Miyazaki       | Yamaha       | +1 min 00 s 324 | 4      |
| 13   | Oliver Petrucciani   | Aprilia      | +1 min 03 s 231 | 3      |
| 14   | Franco Battaini      | Yamaha       | +1 min 03 s 584 | 2      |
| 15   | Luca Boscoscuro      | Honda        | +1 min 07 s 830 | 1      |
| 16   | Jamie Robinson       | Suzuki       | +1 min 15 s 710 |        |
| 17   | Eustaquio Gavira     | Aprilia      | +1 min 26 s 998 |        |
| 18   | Oscar Sainz          | Aprilia      | +1 min 27 s 370 |        |
| 19   | William Costes       | Honda        | +1 min 31 s 354 |        |
| Abd. | José Martin          | Aprilia      | Abandon         |        |
| Abd. | Kurtis Roberts       | Aprilia      | Abandon         |        |
| Abd. | Tohru Ukawa          | Honda        | Abandon         |        |
| Abd. | Ismael Bonilla       | Honda        | Abandon         |        |
| Abd. | Giuseppe Fiorillo    | Aprilia      | Abandon         |        |
| Abd. | Jesus Perez          | Honda        | Abandon         |        |
| Abd. | Idalio Gavira        | Aprilia      | Abandon         |        |
| Abd. | Cristiano Migliorati | Honda        | Abandon         |        |
| Abd. | Sebastian Porto      | Aprilia      | Abandon         |        |
| Abd. | Loris Capirossi      | Aprilia      | Abandon         |        |

## Classement final 125 cm3
| Pos  | Pilote              | Constructeur | Temps/Écart     | Points |
| ---- | ------------------- | ------------ | --------------- | ------ |
| 1    | Valentino Rossi     | Aprilia      | 42 min 30 s 676 | 25     |
| 2    | Noboru Ueda         | Honda        | +0 s 358        | 20     |
| 3    | Jorge Martínez      | Aprilia      | +0 s 500        | 16     |
| 4    | Masaki Tokudome     | Aprilia      | +1 s 343        | 13     |
| 5    | Tomomi Manako       | Honda        | +1 s 508        | 11     |
| 6    | Peter Öttl          | Aprilia      | +8 s 100        | 10     |
| 7    | Kazuto Sakata       | Aprilia      | +10 s 300       | 9      |
| 8    | Roberto Locatelli   | Honda        | +14 s 560       | 8      |
| 9    | Masao Azuma         | Honda        | +18 s 800       | 7      |
| 10   | Yoshiaki Katoh      | Yamaha       | +20 s 090       | 6      |
| 11   | Ivan Goi            | Aprilia      | +21 s 586       | 5      |
| 12   | Mirko Giansanti     | Honda        | +24 s 467       | 4      |
| 13   | Frédéric Petit      | Honda        | +24 s 844       | 3      |
| 14   | Jaroslav Huleš      | Honda        | +24 s 910       | 2      |
| 15   | Lucio Cecchinello   | Honda        | +27 s 114       | 1      |
| 16   | Fonsi Nieto         | Aprilia      | +46 s 271       |        |
| 17   | Manfred Geissler    | Honda        | +46 s 846       |        |
| 18   | Steve Jenkner       | Aprilia      | +46 s 897       |        |
| 19   | Enrique Maturana    | Yamaha       | +46 s 922       |        |
| 20   | Dirk Raudies        | Honda        | +47 s 591       |        |
| 21   | Gianluigi Scalvini  | Honda        | +55 s 166       |        |
| 22   | Youichi Ui          | Yamaha       | +1 min 04 s 376 |        |
| 23   | Gino Borsoi         | Yamaha       | +1 min 25 s 868 |        |
| 24   | Angel Nieto Jr      | Aprilia      | +1 min 30 s 711 |        |
| 25   | Vicente Esparragoso | Yamaha       | +1 min 43 s 319 |        |
| 26   | Josep Sarda         | Honda        | +1 min 43 s 449 |        |
| Abd. | Jeronimo Vidal      | Aprilia      | Abandon         |        |
| Abd. | José Ramirez        | Yamaha       | Abandon         |        |
| Abd. | Alvaro Molina       | Honda        | Abandon         |        |
| Abd. | Garry McCoy         | Aprilia      | Abandon         |        |